# Gare d’Avesnelles
Gare d’Avesnelles vasútállomás Franciaországban, Avesnelles településen.

## Vasútvonalak
Az állomást az alábbi vasútvonalak érintik:
- Fives-Hirson-vasútvonal

## Kapcsolódó állomások
A vasútállomáshoz az alábbi állomások vannak a legközelebb:
- Gare d’Avesnes
- Gare de Sains-du-Nord